# غوردون رايت (مؤرخ)
غوردون رايت (بالإنجليزية: Gordon Wright)‏ هو مؤرخ أمريكي، ولد في 24 أبريل 1912 في ليندين في الولايات المتحدة، وتوفي في 11 يناير 2000.